# ピーター・ラディフォギッド

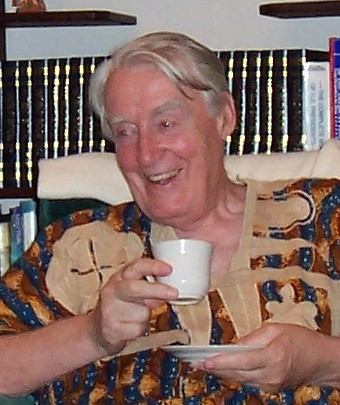

ピーター・ラディフォギッド（英語: Peter Ladefoged /ˈlædɪfoʊɡɪd/、1925年9月17日 - 2006年1月24日）は、イギリスの言語学者・音声学者。

## 生涯
ラディフォギッドは、1925年にイギリスのサットンで生まれた。「Ladefoged」はデンマーク系の名前で、デンマーク語では [ˈlæð̞əfoʊɣ̞əd] と発音する。
当時、エディンバラ大学上級講師であったデイヴィッド・アバークロンビーの指導の下、1951年にで修士号を、1959年に博士号を取得した。1953年以降、エディンバラ大学に職を得たほか、1959年から1960年にはナイジェリアのイバダン大学で音声学を教えた。1961年から1962年にわたって西アフリカ言語調査所フィールドフェローとして、西アフリカの60の言語の研究を行い、その結果を1964年の著書『A Phonetic Study of West African Languages』にまとめた。
1962年からカリフォルニア大学ロサンゼルス校（UCLA）に音声学准教授として着任した。UCLAでは音声学研究所を創設し、1991年に退官するまで所長を務めた。
1978年にアメリカ言語学会会長、1987年から1991年まで国際音声学会の会長を務めた。

## 年表
- 1925年 - イギリス・サットン生まれ
- 1951年 - エディンバラ大学修士課程修了
- 1953年 - エディンバラ大学音声学助教授（～1955年）
- 1955年 - エディンバラ音声学講師（～1959年）
- 1959年 - エディンバラ大学博士課程修了
- 1959年 - イバダン大学音声学講師（～1960年）
- 1960年 - エディンバラ大学音声学講師（～1961年）
- 1961年 - 西アフリカ言語調査所フィールドフェロー（～1962年）
- 1962年 - UCLA英語学科音声学助教授（～1963年）, UCLA音声学研究所設立, 同所長（～1991年）
- 1962年 - UCLA 音声学研究所を設立し、1991年まで所長を務める
- 1963年 - UCLA言語学部音声学准教授（～1965年）
- 1965年 - UCLA言語学部音声学教授（～1991年）
- 1977年 - UCLA言語学部長（～1980年）
- 1991年 - UCLA言語学部音声学教授を退任し、UCLA音声学名誉教授に就任
- 2005年 - 南カリフォルニア大学（USC）非常勤講師（～2006年）
- 2006年 - 死去

## 功績
ラディフォギッドの専門は実験音声学であり、音声学関係の著書・論文を多数発表しているほか、学生向けの音声学やフィールドワークについての入門書や概説書も書いている。
1983年に出版された「A Course in Phonetics」はラディフォギッドの代表的な音声学入門書として知られ、2010年にはラディフォギッドの逝去（2006年）により、跡を継いだKeith Johnson（ラディフォギッドと共同で研究を行っていた音声学者）によって第6版が、2014年にはその改訂版となる第7版（最新版）が出版されている。
日本語に翻訳されている著作には以下のものがある。
- 竹林滋、牧野武彦 訳『音声学概説』大修館書店、1999年。ISBN 4469212415。
  - 原著  A Course in Phonetics. Harcourt Brace. (1975) 第3版の翻訳。
- 佐々間章 訳『音響音声学入門』大修館書店、1976年。
  - 原著  Elements of Acoustic Phonetics. University of Chicago Press. (1962)

- 田村幸誠、貞光宮城 訳『母音と子音：音声学の世界に踏み出そう』開拓社、2021年。ISBN 4758923515。
  - 原著  Vowels and Consonants. Wily-Blackwell. (2012)

ほかに世界中の言語の音声、特に危機言語の音声を調査・記述することをライフワークとしており、世界各地でフィールドワークを行った。その結果の一部が以下の書物にまとめられている。
- Ladefoged, Peter; Maddieson, Ian (1996). The Sounds of the World's Languages. Oxford: Wiley-Blackwell. ISBN 978-0631198154。

また、1964年に公開された映画『マイ・フェア・レディ』では、言語学考証を担当した。